# Альбіна
Альбі́на — жіноче ім'я. Походить від лат. Albina — жіночої форми давньоримського когномена Albinus, «Альбін», утвореного від albus — «білий». Жіноча форма імені Альбін. Схоже ім'я «Альвіна» має інше походження (від англ. Alvina < дав.-англ. Ælfwine).
Зменшені форми — Альбінонька, Альбіночка, Альбінка, Аля, Аліна, Ляля.

## Іменини
- За католицьким календарем — 23 вересня, 16 грудня[3]

## Відомі носійки
- Альбіна Руїс Ріос — перуанська екологиня, громадська активістка та соціальна підприємиця
- Альбіна Грчич — хорватська співачка
- Альбіна Осипович (1911—1964) — американська спортсменка білоруського походження, двократна олімпійська чемпіонка 1928 року
- Альбіна Дерюгіна (1932—2023) — українська тренерка з художньої гімнастики
- Альбіна Позднякова (нар. 1983) — українська письменниця
- Альбіна Перерва (нар. 1990) — українська акторка

## Інше
- Албіна — назва низки населених пунктів на різних континентах
- Альвіна